# Fernande Sadler
Pour les articles homonymes, voir Sadler.
Fernande Sadler, née le 7 juillet 1869 et morte le 2 décembre 1949, est une artiste peintre et historienne française. Elle a été maire de la commune de Grez-sur-Loing dans les années 1940.

## Biographie
Fernande Sadler est née le 7 juillet 1869 à Toul.
Elle étudie à l'Académie Julian ainsi qu'auprès de Marcel Baschet et Henri Lucien Doucet. Elle commence à exposer au Salon de Paris en 1894 et expose également des miniatures au Salon de Nancy.
En 1904, elle s'installe à Grez-sur-Loing où elle peint de nombreux paysages et scènes de genres de la région. La ville était populaire parmi les artistes de l'époque. En 1910, elle commence à réunir une collection de peintures pour la ville sur les conseils de Charles Moreau-Vauthier. Le musée local expose dorénavant une collection issue des donations des divers artistes de passage.
Montrant son intérêt dans l'histoire de l'art, elle documente le rôle local des différents artistes présents (locaux ou simples visiteurs). Elle s'intéresse également à l'archéologie et est membre de la Société d’archéologie de Nemours et de la Société historique et archéologique du Gâtinais. Elle publie deux ouvrages sur sa commune : Promenade archéologique à Grez-sur-Loing (1901) et Grès-sur-Loing : notice historique (1906). En 1907, elle est récompensée d'une médaille en argent pour sa monographie sur les artistes de Grez-sur-Loing. Sadler devient maire de Grez-sur-Loing de 1945 à 1947.
Elle meurt le 2 décembre 1949 à Nemours.

## Œuvres
Nemours, Château-Musée :
Le Château-Musée de Nemours conserve une part importante du fonds d'atelier de l'artiste, parmi lequel figure :
- Vieille fileuse, huile sur toile, 73 × 59,4 cm
- La Collation, huile sur toile, 102,5 × 129 cm
- La Mère Chevillon, huile sur bois, 33 × 23,7 cm
- Une femme de Grez, huile sur bois, 33 × 24 cm
- diverses gravures

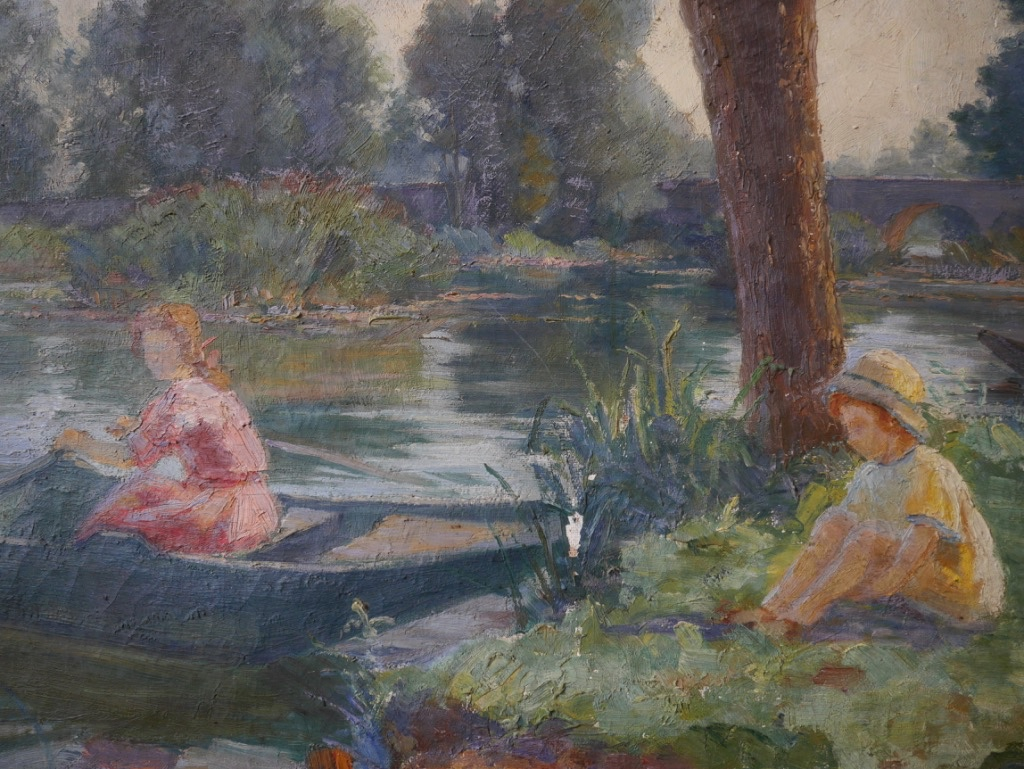
Jeunes filles sur le bord de la Loing (vers 1905)
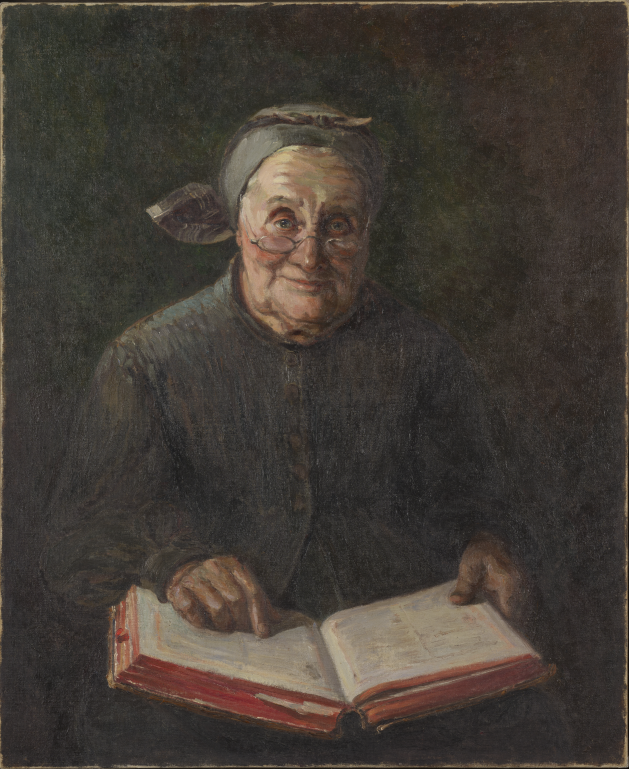
Mère Chevillon, Château-Musée de Nemours.
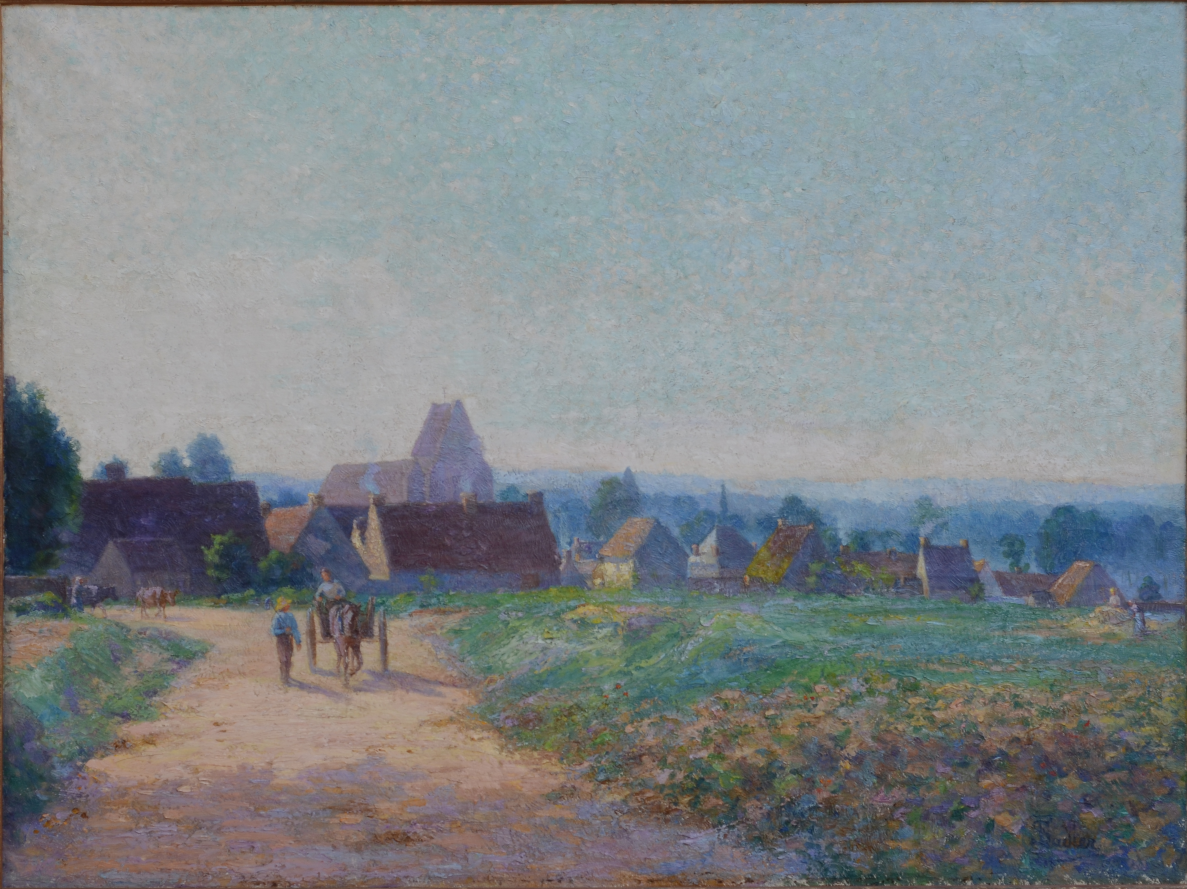
Entrée du village à Grez-sur-Loing, Château-Musée de Nemours.

## Publications
- Fernande Sadler, Promenade archéologique à Grez-sur-Loing, Fontainebleau, M. Bourges, 1901 (BNF 31276173)
- Fernande Sadler (Extrait des Annales de la Société historique et archéologique du Gâtinais), Les Davisson, seigneurs de Nonville-en-Gâtinais, Fontainebleau, M. Bourges, 1905 (BNF 31276171)
- Fernande Sadler (avec 6 gravures de l'auteur), Grès-sur-Loing : notice historique, Dammarie-les-Lys, Éditions Amatteis, 1906, 570 p. (lire en ligne)